# Île Jungfrauen
Jungfrauen (en espagnol : Isla Jungfrauen) est une île du Chili dans le Golfe de Penas.

## Géographie
Elle se situe dans le Sud-Ouest du Chili, à l'entrée des canaux de Patagonie et fait partie de l'archipel Wellington.

## Histoire
Elle est habitée depuis environ 6 000 ans par les Kawésqar, mais est aujourd'hui déserte depuis le début du XXIe siècle.  